# Michael Chacón
Michael Steven Chacón Ibargüen (Palmira, 11 aprile 1994) è un calciatore olandese con cittadinanza colombiana, centrocampista dell'HB Køge.

## Caratteristiche tecniche
È un trequartista.

## Carriera

### Club
È cresciuto nelle giovanili dell'Heerenveen.

### Nazionale
Ha giocato nelle nazionali giovanili olandesi Under-15, Under-16, Under-17, Under-18 ed Under-19.

## Statistiche

### Presenze e reti nei club
Statistiche aggiornate al 30 agosto 2018.
| Stagione         | Squadra          | Campionato       | Campionato | Campionato | Coppe nazionali | Coppe nazionali | Coppe nazionali | Coppe continentali | Coppe continentali | Coppe continentali | Altre coppe | Altre coppe | Altre coppe | Totale | Totale | Totale |
| Stagione         | Squadra          | Comp             | Pres       | Reti       | Comp            | Pres            | Reti            | Comp               | Pres               | Reti               | Comp        | Pres        | Reti        | Pres   | Reti   |        |
| ---------------- | ---------------- | ---------------- | ---------- | ---------- | --------------- | --------------- | --------------- | ------------------ | ------------------ | ------------------ | ----------- | ----------- | ----------- | ------ | ------ | ------ |
| 2015-2016        | Dordrecht        | 1D               | 30         | 0          | CO              | 1               | 1               |                    | -                  | -                  |             | -           | -           | 31     | 1      |        |
| 2016-2017        | Dordrecht        | 1D               | 21         | 4          | CO              | 1               | 0               |                    | -                  | -                  |             | -           | -           | 22     | 4      |        |
| Totale Dordrecht | Totale Dordrecht | Totale Dordrecht | 51         | 4          |                 | 2               | 1               |                    | -                  | -                  |             | -           | -           | 53     | 5      |        |
| 2017-2018        | Emmen            | 1D               | 30+4       | 0+1        | CO              | 1               | 0               |                    | -                  | -                  |             | -           | -           | 35     | 1      |        |
| 2018-2019        | Emmen            | 1D               | 4          | 0          | CO              | 0               | 0               |                    | -                  | -                  |             | -           | -           | 4      | 0      |        |
| Totale carriera  | Totale carriera  | Totale carriera  | 89         | 5          |                 | 3               | 1               |                    | -                  | -                  |             | -           | -           | 92     | 6      |        |